# Elizabeth Garrido Miranda
Elizabeth Garrido Miranda (Nezahualcóyotl, Estado de México, 9 de febrero de 2001) es una futbolista mexicana profesional. Integrante del primer equipo del Club Universidad Nacional Femenil de la Primera División Femenil de México desempeñando la posición de extremo.

## Inicios
Con tan solo 4 años de edad, Elizabeth inició a practicar fútbol en un equipo que era propiamente de niños, el "Iztacalco", donde estuvo participando hasta los 9 años de edad. Tiempo después y con el afán de mejorar y superarse en el deporte, decidió integrarse en el equipo de "Laguna" donde debutó por primera vez en la Olimpiada Nacional consiguiendo así la medalla de oro en la categoría de Sub-17. Debutó como futbolista profesional en la primera división femenil mexicana en 2017, a los 16 años de edad.